# Дамяни (Свентокшиське воєводство)
Дамяни (пол. Damiany) — село в Польщі, у гміні Москожев Влощовського повіту Свентокшиського воєводства.
Населення — 138 осіб (2011).
У 1975-1998 роках село належало до Ченстоховського воєводства.

## Демографія
Демографічна структура на день 31 березня 2011 року:
|          | Загалом | Допрацездатний вік | Працездатний вік | Постпрацездатний вік |
| -------- | ------- | ------------------ | ---------------- | -------------------- |
| Чоловіки | 75      | 9                  | 56               | 10                   |
| Жінки    | 63      | 10                 | 34               | 19                   |
| Разом    | 138     | 19                 | 90               | 29                   |